# Gustav Wenng
Caspar Gustav Wenng (* 1814; † 1880) war ein Kartograf und Lithograf im Königreich Bayern.

## Leben
Caspar (oder Carl) Gustav Wenng war der dritte Sohn des Malers und Kartografen Carl Heinrich Wenng. Weitere bedeutende Mitglieder der aus Nördlingen stammenden Künstler- und Kartografenfamilie, die hauptsächlich in München tätig waren, sind der zweite Sohn von Carl Heinrich, Carl Friedrich Wenng (1812–1854), und Georg Ludwig Wenng (1853–1921).
Ab 1833 erschien von C.G. Wenng ein Special-Atlas vom Königreich Bayern (1:150.000). 1845 gab er, wohl im Bemühen, mit dieser Stadt ins Geschäft zu kommen, einen Stadtplan von Nürnberg heraus, 1865 einen zweiten. 1849/51 veröffentlichte er seinen Stadtplan Topographischer Atlas von München in seinem ganzen Burgfrieden. Der Plan ist derart informationsreich, dass er außer Straßen, Gebäuden, Plätzen und Gärten auch die Hausnummern und sogar den Namen und Beruf bzw. den Stand der jeweiligen (insgesamt rund 3.800) Hausbesitzer enthält. Er stellt damit ein bedeutendes Nachschlagewerk für die Bau- und Wirtschaftsgeschichte sowie Stadtkultur Münchens im 19. Jahrhundert dar. Zum 700. Stadtgeburtstag Münchens 1858 erschien von ihm nochmals ein Kartenwerk der Maxvorstadt und Schönfeldvorstadt.